# The Man in the Sky
The Man in the Sky is een Britse dramafilm uit 1957 onder regie van Charles Crichton. Destijds werd de film in Nederland uitgebracht onder de titel Testpiloot in nood.

## Verhaal
De testpiloot John Mitchell geeft zichzelf de schuld van zijn mislukkingen. Een vliegtuigenfabriek uit Wolverhampton vraagt hem om een nieuw transportvliegtuig te testen. Op zijn testvlucht moet John de twee belangrijke passagiers meenemen. De motor van zijn vliegtuig vat vlam boven de Ierse Zee.

## Rolverdeling
| Acteur            | Personage         |
| ----------------- | ----------------- |
| Jack Hawkins      | John Mitchell     |
| Elizabeth Sellars | Mary Mitchell     |
| Jeremy Bodkin     | Nicholas Mitchell |
| Gerard Lohan      | Philip Mitchell   |
| Walter Fitzgerald | Reginald Conway   |
| John Stratton     | Peter Hook        |
| Eddie Byrne       | Ashmore           |
| Victor Maddern    | Joe Biggs         |
| Lionel Jeffries   | Keith             |
| Donald Pleasence  | Crabtree          |
| Catherine Lacey   | Moeder van Mary   |
| Megs Jenkins      | Mevrouw Snowden   |
| Ernest Clark      | Maine             |
| Raymond Francis   | Jenkins           |
| Russell Waters    | Sim               |